# Jens Mathias Bollerup Andersen
Jens Mathias Bollerup Andersen (6. marts 1822 på Gammelgaard, Ølgod Sogn – 23. oktober 1868) var en dansk bonde og politiker.
Hans forældre, gårdejer Anders Mortensen og Kirsten Marie Kjeldsdatter, lod deres søn godt opdrage, og han udviklede sig i hjemmet til en tænkende og praktisk dygtig bonde, hvilket han bl.a. viste, da han efter i 1848 at have overtaget sin lille fædrenegaard, der kun var på 60 tdr. land, strax gav sig til at plante og anlægge en smuk have, hvilket på den tid var et stort særsyn i egnen.
Han vandt snart stor anseelse i sin kreds og kom til at beklæde en mængde offentlige tillidshverv. 1853-55 var han folketingsmand for Ribe Amts 1. kreds, og 1866-68 var han landstingsmand for 11. kreds.
Hans betydning i rigsdagen stod næppe i forhold til den anseelse, han nød i sin hjemstavn. Der blev han kaldt hovedet for en betydelig kreds og stod i spidsen for de fleste rørelser i tiden, hvilket bl.a. også medførte, at han i 1867 var medstifter af Vestkjær Folkehøjskole og formand for dens bestyrelse til sin død.